# Hermann Finsterlin
Hermann Finsterlin (* 18. August 1887 in München; † 16. September 1973 in Stuttgart) war ein deutscher Maler und Dichter des Expressionismus, Essayist, Architekturtheoretiker und Spielzeugmacher. In der einschlägigen Kunstliteratur über die Architektur des Expressionismus wird er als „utopischer Architekt“ etikettiert.

## Leben
Hermann Wilhelm Ludwig Finsterlin wurde am 18. August 1887 in München geboren und wuchs dort als einziger Sohn einer großbürgerlichen Familie auf. Sein Vater, Robert Finsterlin, war Chemiker und Besitzer einer Fabrik. Seine Mutter war Bertha Edle von Berueff, sein Urgroßvater war Hofmaler und Freund Ludwigs I. Von 1905 bis 1908 ließ er sich zum Kunstmaler ausbilden, nachweislich bei Walter Thor und Hermann Groeber. Finsterlin hatte Kontakte zu den Lehr- und Versuchswerkstätten Wilhelm von Debschitz, gründete mit Freunden ein freies Atelier in Schwabing und schloss Bekanntschaften mit Anton Schöner und Walter Ernst Haeckel. Von 1908 bis 1914 wohnte er, unterbrochen von Reisen an die Nordsee und nach Italien, abwechselnd in Schönau bei Berchtesgaden und in München.
1914/15 war Finsterlin an der Münchner Ludwig-Maximilians-Universität immatrikuliert und belegte Veranstaltungen bei Adolf von Baeyer und Theodor Paul. 1913 lernte er Helene Kratz kennen, die er 1916 heiratete. Im selben Jahr zog das Ehepaar nach Schönau um. Wahrscheinlich 1917 entwarf er ein eigenes Wohnhaus. Vom 24. November 1919 bis zum 24. Dezember 1920 nahm Hermann Finsterlin an dem von Bruno Taut angeregten Briefwechsel der Gläsernen Kette, an dem vor allem Architekten beteiligt waren, teil. Er ließ u. a. den Essay „Der siebte Tag“, das Szenarium „Die Grotte“ und das Filmskript „Der Trotz des Heils“ kursieren und wurde Mitglied im Arbeitsrat für Kunst. 1920 schrieb er in einem Briefentwurf an den niederländischen Maler Albert Servaes (1883–1966) vom Versuch, „einen meiner Entwürfe real entstehen zu lassen“. 
1922 besuchten ihn das Ehepaar Mendelsohn und Bruno Taut in Schönau. Bei einem Aufstieg mit Taut auf den Watzmann konzipierte Finsterlin seine „Alpine Architektur“. 1926 zog die Familie nach Stuttgart, da die Kinder die dortige Waldorfschule besuchen sollten, zunächst in eine Mietwohnung, Ende 1928 in ein eigenes Wohnhaus auf dem Frauenkopf, das von dem anthroposophischen Architekten Felix Kayser gebaut worden ist. Finsterlin blieb weit in die 30er Jahre in Schönau und lebte höchstens halbjährig in Stuttgart.
Spätestens seit den Ausstellungen 1963 zur „Gläsernen Kette“ im Schloss Morsbroich in Leverkusen und 1954 in der Akademie der Künste Berlin stand Hermann Finsterlin wieder in brieflicher Verbindung mit fast allen noch lebenden Mitgliedern der „Gläsernen Kette“, nachdem er mit Wassili Luckhardt 1962, mit Max Taut bereits Mitte der 1950er Jahre und mit Walter Gropius sogar schon Ende der 1940er Jahre Kontakt aufgenommen hatte. 1963 wurde er zu einem Vortrag an der Technischen Hochschule Aachen eingeladen.
Am 18. August 1965 starb seine Ehefrau Helene Finsterlin.
Von 1966 bis 1967 pflegte er einen Briefwechsel mit den Amigos de Gaudí. 1969 setzte wieder ein Briefwechsel mit Hendrik Wijdeveld ein, der schon 1924 ein Heft seiner Zeitschrift „Wendingen“ über Hermann Finsterlin herausgegeben hatte. Ein Brief von Günter Behnisch vom 18. August 1971 teilt Finsterlin mit, dass sich sein Plan, eine seiner Architekturen auf dem Olympiagelände in München zu realisieren, nicht verwirklichen werde. 
Hermann Finsterlin starb am 16. September 1973 in Stuttgart.

## Werk

### Bildende Kunst
1914 umfasste das bildnerische Werk vor allem Porträts, Landschafts- und Naturdarstellungen sowie mythologische Themen. Bis 1918 erweiterte sich das Repertoire des Malers nur zögernd. Neben die Porträts traten Phantasieporträts. Er wandte sich mythologischen und märchenhaften Themen zu, gelangte zu einer freieren Landschaftsauffassung und begann zahlreiche Miniaturen zu zeichnen. Seine intensive Nietzsche-Lektüre äußerte sich in einem „Zarathustra“-Aquarell. Er neigte zu verspielt-grotesker Titelei. 1918 malte er nach einer nächtlichen Watzmannbesteigung das Bild „Sonnenaufgang über dem Watzmann“ und schrieb die Gedichtbände „Den Schöpfern des Schöpfers in Liebe“ bzw. „Der Weltseele Sang“ und das Szenarium „Die Grotte“. 1921 entwarf er das „Stilspiel“. Dieses Architekturspiel und ein „Baukasten für Zukunfts-Stil“, das später sogenannten „Formdomino“, wurden in die Gebrauchsmusterrolle des Reichspatentamts in Berlin eingetragen. 1923 schloss Finsterlin einen Vertrag mit den Rheinischen Werkstätten zur Herstellung des „Stilspiels“.
1930 malte er das Porträt des Direktors des Landesgewerbemuseums Stuttgart, Gustav Pazaurek. 1931 und 1932 schuf er die Dekoration für die Stuttgarter Künstlerfeste „Spuk“, „Eröffnung der ersten Internationalen Kunstausstellung“ und 1937 und 1938 für die Berchtesgadener Künstlerfeste. Er malte in der Villa Medusa, dem Ernst-Haeckel-Haus in Jena, nach einer Jugendphotographie Haeckels ein Fresko. Ab 1935 erhielt er Aufträge für diverse Wandmalereien, wie die Orchestermuschel in Bad Mergentheim und Wandfüllungen der Wandelhalle (1935), Wandmalerei im Speisesaal des Hotels Castellet auf Mallorca. 1957 malte Finsterlin im Foyer des Kurhauses in Schömberg Wand- und Deckengemälde. Die Gemälde wurden 1979/1980 mit einer Tapete überklebt und erst 1999 wieder freigelegt und restauriert.

### Architekturvisionen
1918 oder Anfang 1919 regte ihn sein „Architekturtraum“ zu neuartigen Hausentwürfen an. 1919 wurde er von Walter Gropius im Namen des Arbeitsrats für Kunst aufgefordert, an einer Ausstellung junger Architekten teilzunehmen. Er schickte die wenigen vorliegenden „Traumhäuser“, eine telegrafische Rückfrage nach mehr Arbeiten führte zu einem wahren Schaffensrausch. Seine Architekturvisionen hatten wenig gemein mit konventionellen Bauten zum Nutzen und Gebrauch durch Menschen, sondern ähnelten eher Fabeltieren, Tiefseeschnecken, Muschelbänken, Pilzkolonien oder anderen exotisch anmutenden organischen Formen aus der Natur. Seine Entwürfe waren zwar seinerzeit auf Ausstellungen erfolgreich, wurden bestaunt, aber keiner seiner Entwürfe wurde ausgeführt.
Finsterlin hielt 1962 in Berlin im Rahmen seiner Ausstellung „Architekturvisionen, Formmetaphern, Modelle, Ölbilder, Stilbaukästen, Zeichnungen“ in der Galerie Diogenes, den Vortrag „Casa novissima“. Neben Wassili Luckhardt und Oswald M. Ungers wurde auch Sergius Ruegenberg zu einem Vortrag in die Galerie eingeladen. Daraufhin kam es 1963 zu einem Briefwechsel mit Sergius Ruegenberg.

### Literarisches Werk
Das literarische Werk umfasst drei handgeschriebene und vier maschinengeschriebene Gedichtbände sowie ein zum Einbinden bestimmtes Konvolut von Gedichten. Erste Gedichte entstanden 1904, 1907 der erste handgeschriebene Gedichtband „Meine ersten Versuche“. Seine Lyrik ist stark vom Werk des Dadaisten Hans Arp geprägt, insbesondere von der intensiven Lektüre von Arps Gedichtband „Die Wolkenpumpe“ (1920). Noch vor 1950 begann Friedrich Carl Lamprecht mit dem Versuch, zunächst Finsterlins umfassendes Gedichtwerk zu ordnen. Es kam zu keiner Veröffentlichung. Eine Ordnung des Gesamtwerkes wurde nicht abgeschlossen.

## Zitate
„Im Stil ist das Spiel das Ziel. Im Spiel ist das Ziel der Stil. Am Ziel ist das Spiel der Stil.“

In seinem Buch Das Gebaute, das Ungebaute und das Unbaubare schreibt Robert Harbison kritisch über das Werk Finstlerlins:
- Der radikalste aller Expressionisten, auch wenn er niemals irgend etwas baute, war Hermann Finsterlin. Seine phantastischen, karbunkularen Studien sind die unteilbarsten und undurchschaubarsten ‚Gebäude‘, die jemals erdacht wurden, sie sind im emphatischsten aller Sinne unbaubar. Es gibt sie in verschiedenen Formen: als perspektivische Zeichnungen, als unförmige Modelle, als Grundrisse. Die Perspektiven sind mit Farbe leicht angehaucht, sie wirken wie entzündet sie wachsen sich aus zu beinahe schönen Abszessen, geschwülztig, schwanger, organisch, eine Vermischung von pflanzlicher Verwurzelung und animalischen Gliedern. Finsterlin bezeichnet diese Gebilde fast unterschiedslos als Kirche, oder als Universität oder als Mausoleum. Jedes erfüllt eine Funktion mit hochsymbolischen Gehalt, jedoch völlig unspezifisch. Wenn man versucht, sich die Aufteilung des Innenraums vorzustellen, merkt man schnell, daß diese Fragestellung völlig verfehlt ist.
- Wir erhalten sichere Beweise dafür, daß diese Bauten ganz bewußt imaginär sind, wenn wir uns Finsterlins Grundrissen zuwenden. Sie zeigen genau die gleiche Gestalt wie die Perspektiven, nur daß hier die Blattformen, die dort dekorative Schlußornamente bilden, zu splitterhaften Räumen werden, die am Ende eines enger werdenden Körperglieds auslaufen. Grundriß und Perspektive werden nicht zueinander in Beziehung gesetzt, wie dies bei Architekturzeichnungen die Regel ist, wo beide Formen voneinander abhängen und jede für sich keinen vollständigen Sinn ergibt.
- In seiner unbestreitbaren Unverantwortlichkeit schiebt Finsterlin die Grenzen, die der Architektur gesetzt sind, weiter hinaus; nicht in den Grundrissen, wo das simple Mißverständnis herrscht, sie seien Bilder, aber in den Umrißzeichnungen. Freier als die meisten Skulpturen beginnen sie einfach an einem Ende, fragen sich dann, wohin sich das Bauwerk wohl entwickeln will, und lassen sich von der Überlegung, wie man das wohl konstruiert, nichts vorschreiben. So entstehen also weder gerade Linien, noch steht irgend etwas auf dem Boden auf. Und obwohl Finsterlins Resultate höchst organisch wirken, gab es nie einen so unsymmetrischen und abwegigen Organismus. Seine Gebäude sind eher Teilstücke oder Scheibchen von Organismen oder wuchernde Klumpen einfacher Lebensformen, wie Bakterien, Pilze oder Algen. Deshalb wirken auch die elegantesten unter ihnen ungesund und parasitär, wie Auswucherungen und nicht wie gesunde Körper.
- Um sie zu bauen, bedürfte es der abwegigsten Methoden, die völlig im Widerspruch zu ihrer Gestalt ständen: Man müßte den Entwurf zunächst sorgfältig in Abschnitte zerlegen, dann jeden einzelnen Teil für sich ausformen und schließlich alles höchst unrühmlich zu einem Ganzen zusammenschweißen – dieses Szenario verdeutlich, wie sehr Finsterlins Entwürfe reine Papierarchitektur sind. (S. 178–179)

## Ausstellungen (Auswahl)
- Münchener Jahresausstellung 1916, Königlicher Glaspalast, Münchener Künstler-Genossenschaft, München 1916.
- Ausstellung für unbekannte Architekten, Graphisches Kabinett Neumann, Berlin 1919.
- Ausstellung für unbekannte Architekten, Museum am Karlsplatz, Weimar 1919.
- Die erste Ausstellung der im Berchtesgadener Land ansässigen Künstler in der Königlichen Villa im Sommer 1919 führte 1922 zur Gründung des Berchtesgadener Künstlerbunds, dem auch Finsterlin angehörte. Anfang Juli 1920 eröffnete er, wie in der Folgezeit häufiger, die Ausstellungen der Berchtesgadener Künstler.
- Neues Bauen, Graphisches Kabinett Neumann, organisiert von Mitgliedern der „Gläsernen Kette“, zusammen mit den Architekten Hans Scharoun, Hans und Wassili Luckhardt, Bruno und Max Taut sowie Wenzel Hablik, Berlin 1920.
- Jahresausstellung des Berchtesgadener Künstlerbunds, Berchtesgaden 1922.
- Münchner Gewerbeschau, München 1922.
- Leipziger Frühjahrsmesse, das „Stilspiel“ wurde erstmals ausgestellt, Leipzig 1922.
- Leipziger Frühjahrsmesse, Leipzig 1923.
- Leipziger Herbstmesse, Stickereien nach Entwürfen Hermann Finsterlins, Leipzig 1923.
- Neues Spielzeug, Landesgewerbemuseum, Stuttgart 1924/25.
- Neue Sammlungen, München 1925.
- Architekturen und Aquarelle, Kunstzaal d’Audretsch, Den Haag 1925.
- Formen- und Farbenphantasien und -spiele, Kollektivausstellung, die zum ersten Mal einen repräsentativen Querschnitt durch das Finsterlinsche Gesamtwerk bot. Landesgewerbemuseum, Stuttgart 1928.
- Noch 1928 versuchte Finsterlin vergeblich, seine (nicht sehr erfolgreiche) Stuttgarter Ausstellung mit Hilfe von Bruno Taut in Berlin, Alfred Brust in Königsberg und Hendrik Theodorus Wijdeveld in Amsterdam zu zeigen. Danach beteiligte er sich nur noch an den jährlichen Ausstellungen in Berchtesgaden.
- Aus Anlass des 30-jährigen Bestehens des Berchtesgadener Künstlerbundes und Finsterlins 65. Geburtstag findet Finsterlins erste Ausstellungsbeteiligung nach dem Kriege statt, Berchtesgaden 1952.
- Hermann Finsterlin, Kunsthaus Fischender, Stuttgart (erste Einzelausstellung Finsterlins nach dem Kriege). In ihrem Rahmen fand am 26. Februar 1953 die erste nachweisbare Dichterlesung Finsterlins statt, 1953.
- Hermann Finsterlin, Kunsthalle Barmen, Einzelausstellung mit eigener Lesung am 4. Mai 1954.
- Hermann Finsterlin, Kunsthaus Fischender, Stuttgart (zweite Einzelausstellung) 1957.
- Centre Internationale de Culture et D’Echange, mit Eliane Bruston-Vergara (Paris), Jochens (La Haye) und Tapisserien von François Lauvin, Paris 1957. Infolge dieser Ausstellung kommt es zu einem kurzen Briefwechsel mit Theodor Heuss.
- Hermann Finsterlin. Architekturvisionen. Formmetaphern, Modelle, Ölbilder, Stilbaukästen, Zeichnungen, anlässlich der Berliner Bauwochen, Galerie Diogenes, (Einzelausstellung, Begleitheft), Berlin 1962.
- Die gläserne Kette, Schloss Morsbroich, Krefeld 1963.
- Die gläserne Kette, Akademie der Künste, Berlin 1964.
- 60 Jahre Finsterlin. Querschnitt durch sein Schaffen, Berufsverband der bildenden Künstler, (Katalog), München 1964.
- Labyrinthe. Phantastische Kunst vom 16. Jahrhundert bis zur Gegenwart, Deutsche Gesellschaft für bildende Kunst zusammen mit der Akademie der Künste Berlin, 1966, und Kunsthalle Baden-Baden (Beteiligung, Katalog), 1966/1967.
- Zukunftsarchitekturen und andere Aquarelle, Renitenz-Theater, Stuttgart 1967.
- Verwandlungen des Zeus, Ein-Abend-Ausstellung der erotischen Zeichnungen anlässlich des 80. Geburtstags Finsterlins, Galerie der Buchhandlung Wendelin Niedlich, Stuttgart 1967.
- Galleria del Levante (Einzelausstellung, Katalog), München 1968.
- Hermann Finsterlin, Institute for the Arts, Rice University, Houston, Texas 1969.
- Exposition d’architecture Hermann Finsterlin, Archives d’architecture moderne, Brüssel 1970.
- Zeichen und Farbe, Graphischen Sammlung der Staatsgalerie Stuttgart, (Beteiligung, Katalog), Stuttgart 1971/1972.
- Hermann Finsterlin, Ausstellung zu seinem 85. Geburtstag, Studiensaal der Graphischen Sammlung der Staatsgalerie Stuttgart, 1972.
- Hermann Finsterlin. Imaginäre Architektur Aquarelle und Gemälde, Württembergischer Kunstverein Stuttgart, (Katalog), Stuttgart 1973.

### Ausstellungen postum
- Hermann Finsterlin (1887–1973) Ideenarchitektur 1918–1924. Entwürfe für eine bewohnbare Welt, Museum Haus Lange, Krefeld 1976.
- Hermann Finsterlin. Aquarelle, Galerie am Haagtor, Tübingen 1984.
- Hermann Finsterlin 1887–1973, Malerei – Grafik – Architektur, Kulturamt der Stadt Sindelfingen, Rathaus, Sindelfingen 1987
- Hermann Finsterlin. Aquarelle und Modelle, Graphische Sammlung Staatsgalerie Stuttgart (1988), Kunstverein Freiburg (1988), Westfälisches Landesmuseum Münster, 1988/89.
- Expressionist Utopias – Paradise, Metropolis, Architectural Fantasy, Los Angeles County Museum of Art, Los Angeles, Kalifornien, USA 1993–1994.
- Hermann Finsterlin in der Hamburger Kunsthalle – Sammlung Cremer, Kunsthalle, Hamburg 1995.

## Schriften
- Meine ersten Versuche, handgeschriebener Gedichtband 1907.
- Spinnengewebe. Balladenheerde von Hermann Finsterlin, maschinengeschriebener Gedichtband 1908.
- Mit offenen Augen, handschriftlicher Gedichtband 1911.
- Das höchste Lied, ein später sogenannter erotophilosophischer Essay, (wahrscheinlich) 1917. (unveröffentlicht)
- Den Schöpfern des Schöpfers in Liebe, Gedichtband 1918.
- Der Weltseele Sang, Gedichtband 1918.
- Die Grotte, Szenarium 1918.
- Der Trotz des Heils, Filmskript 1919.
- Fragen, die der Klärung bedürfen, Finsterlins Antworten und ein Grundriss, in: Ja! Stimmen des Arbeitsrats für Kunst, erste Publikation eines theoretischen Textes Hermann Finsterlins 1919.
- Der siebte Tag, Essay 1919
- Die Polarität der Weltarchitektur, Essay und Illustrationen von Hermann Finsterlin in Frühlicht – Beilage zur Stadtbaukunst alter und neuer Zeit, Heft 6, S. 92–96, 1920.
- Der achte Tag, mit Abbildungen in Frühlicht – Beilage zur Stadtbaukunst alter und neuer Zeit, Heft 11, S. 171–176, 1920.
- Innenarchitektur, mit Abbildungen von Hermann Finsterlin, darunter der im Brief an Albert Servaes angesprochenen „Bauentwurf für ein Wohnhaus am Starnberger See“, in: Frühlicht – Eine Folge für die Verwirklichung des neuen Baugedankens, Heft 2, 1921/22, S. 35–37.
- Die Genesis der Weltarchitektur oder die Deszendenz der Dome als Stilspiel, in: Frühlicht – Beilage zur Stadtbaukunst alter und neuer Zeit, Heft 3, S. 73–78, 1922.
- Innenarchitektur, in: die Holzindustrie, nr. 41, Flugblätter der Dada-Reklame-Gesellschaft in Berlin, Berlin 1922.
- Casa Nova, in: Wendingen (Serie 6, Nummer 3). Finsterlin veröffentlichte darin erstmals diesen Essay mit 47 Abbildungen und entwarf den Umschlag des Heftes. Herausgeber: Hendrik Theodorus Wijdeveld und Cornelis Joule Blaauw, Amsterdam 1924.
- Casa Nova, Nachdruck in: Mittelland – Ein Zeitspiegel, 1925.
- Die Pyramide, der bisher einzig publizierte zivilisationskritisch kulturphilosophische Essay Finsterlins. In: Mittelland – Ein Zeitspiegel, Heft 4, S. 142–143, 1925.
- Architektonischen Briefe und Essays, Typoskript-Sammelband 1925.
- Kulturphilosophisch zivilsationskritische Essays, Typoskript-Sammelband 1925.
- Gedichte und Szenarien der Jahre 1918 bis 1925, 1925.
- Sphinx hoch drei, ein drittes Szenarium 1925.
- Das Stil-Spiel – Der Baukasten der Weltarchitektur aller Zeiten und Völker, Prospekt, Privatdruck, Berchtesgaden 1928.
- Ein Griff in ein halbes Jahrhundert – Lieder des Pan, Gedichtauswahl mit einem Vorwort von Friedrich Karl Lamprecht. Auflage 1000 Exemplare, Privatdruck, Stuttgart 1964.
- Verwandlungen des Zeus – 29 erotische Miniaturen mit Gedichten von Hermann Finsterlin, Contra Verlag, Stuttgart 1970.